# Eocaecilia
Eocaecilia ist eine ausgestorbene Gattung der Schleichenlurche, deren Fossilien in der Kayenta Formation bei Gold Spring in nordöstlichen Arizona gefunden wurde. Im Unterschied zu allen heutigen Schleichenlurchen hatte Eocaecilia noch vier kurze Gliedmaßen. Insgesamt fand man die Überreste von 38 Exemplaren. Keines war vollständig, Beckenknochen fehlen immer, jedoch sind Teile des Schultergürtels, Oberarmknochen, Speiche, Elle, sowie Oberschenkelknochen, Schienbein und Wadenbein erhalten. Einzige Art ist Eocaecilia micropodia.

## Merkmale
Die Füße von Eocaecilia hatten drei Zehen. Der Schultergürtel ähnelt dem der Schwanzlurche und der ausgestorbenen Microsauria. Das Maul war leicht unterständig. Im Oberkiefer saßen zwei Reihen kleiner, zweispitzer Zähne, mehr als bei heutigen Schleichenlurchen. Im Unterschied zu rezenten Schleichenlurchen hatte Eocaecilia einen Kiemendeckel (Operculum).
Moderne Merkmale, die Eocaecilia mit rezenten Schleichenlurchen teilt sind die Tentakelgrube am vorderen Rand der Augenhöhle, die zusammengewachsenen Schädelknochen und der Unterkieferfortsatz, an dem das zweite Muskelpaar des typischen doppelten Kieferschlussmechanismus der Schleichenlurche anschließt. 

## Bedeutung
Neben zwei fossilen Wirbeln aus der Oberkreide von Bolivien und dem Paläozän von Brasilien sind die Fossilien von Eocaecilia die einzigen fossilen Funde der Amphibienordnung. Die Funde sind älter als die ältesten der Schwanzlurche und zeigen, dass die Schleichenlurche von vierbeinigen Vorfahren abstammen.

## Weiterführende Literatur
- Hillary C. Maddin, Farish A. Jenkins Jr, Jason S. Anderson: The Braincase of Eocaecilia micropodia (Lissamphibia, Gymnophiona) and the Origin of Caecilians. PLoS ONE 7(12): e50743. DOI: 10.1371/journal.pone.0050743